# 위 고백
위 고백(衛 考伯)은 서주 시기 위나라의 제3대 군주이다.
| 전임 아버지 강백 | 제3대 위나라의 군주 | 후임 아들 사백 |